# Хахарей
Хахарей — село в Братском районе Иркутской области России. Входит в состав Добчурского сельского поселения. Находится примерно в 95 км к юго-юго-западу (SSW) от районного центра, города Братска, на высоте 516 метров над уровнем моря.

## Население
| 2002 | 2010 | 2011 | 2012 |
| ---- | ---- | ---- | ---- |
| 1    | →1   | →1   | ↘0   |

По данным Всероссийской переписи, в 2010 году в селе проживал 1 человек (женщина).